# Факультет електронної та біомедичної інженерії Харківського національного університету радіоелектроніки
Факультет електронної та біомедичної інженерії — структурний підрозділ Харківського національного університету радіоелектроніки, що покликаний провадити підготовку спеціалістів з таких галузей як біомедична інженерія, мікроелектроніка, фотоніка тощо.

## Історія
У 1964 році у Харківському інституті гірничого машинобудування, автоматики й обчислювальної техніки заснували факультет електроніки, який потім перетворився на факультет електронної та біомедичної інженерії. Першим деканом був доцент Б. М. Булгаков, радіофізик, у минулому декан радіофізичного факультету Харківського державного університету ім. О. М. Горького. На факультеті працювали чотири кафедри: фізики, електронних приладів, фізики надвисоких частот, теоретичних основ електроніки.
Упродовж 13 років на факультеті була єдина спеціальність — «Електронні прилади», а на денну, заочну або вечірню форми навчання вступало щорічно понад 150 осіб. До підготовки майбутніх фахівців також залучалася кафедра фізики надвисоких частот (до 1999 року). Тому на факультеті існувало дві постійні екзаменаційні комісії для прийому дипломних робіт. Третя створювалася у період з 1980 по 1990 для студентів, які виконували проєкти на НВО «Хартрон».
У період 1980—1990 активно відкривалися філії факультету при заводах та на підприємствах. Вони відкривалися у різних містах України (Львів, Полтава, Чернівці, Харків). Також було відкрито філію кафедри фізики надвисоких частот в Інституті радіоелектроніки АН УРСР.
У 1982 році було відкрито та здійснено перший набір на спеціальність «Електронні медичні апарати».
У 1988 році спеціальність «Електронні прилади» перейменували в «Електронні прилади та пристрої», а «Електронні медичні апарати» — в «Біотехнічні та медичні апарати і системи».
З 1991 року перейменувань зазнали й інші спеціальності та напрями, відбувається активне оновлення існуючої матеріальної бази та впровадження методів підготовки фахівців.
З 1998 року закрито вечірнє відділення і розпочато прийом на заочне зі спеціальності «Електронні прилади та пристрої».
2000 рік ознаменувався відкриттям на факультеті нової спеціальності «Мікроелектроніка і напівпровідникові прилади» спеціалісті з якої раніше не готували на теренах Східної України. У 2003 році — підготовку зі спеціальності «Лазерна та оптоелектронна техніка».
У 2006 році деканом факультету стає професор Васянович А. В. — фахівець в галузі радіофізики.

## Навчання та напрями підготовки
У професорсько-викладацький склад входить 77 осіб без урахування сумісників, серед яких 11 докторів і 33 кандидатів наук. На факультеті здобули освіту понад 6000 фахівців. Зараз тут навчається близько 350 студентів.
На факультет готують спеціалістів з таких напрямів:
- мікро- та наноелектроніка (МН) — головний напрям, який окреслює перспективи компонентної бази інформаційних технологій;
- електронні пристрої та системи (ЕПС) — системи керування технологічними процесами, виробництвами, інформаційно-вимірювальними системами;
- оптотехніка (ОТ) — галузь, що досліджує проєктування та виробництва оптоелектронних систем для вирішення задач в інформаційних комплексах та лазерних пристроях широкого використання;
- біомедична інженерія (БМІ), інформаційні технології в біомедицині (ІТБМ) — наукова галузь, що об'єднує інженерні принципи та технічні засоби з досягненнями науки в медицині та біології.

## Наукові дослідження
На факультеті проводяться наукові дослідження за напрямами:
- розробки нових електронних пристроїв і систем для медицини, охорони здоров'я й екології;
- нанотехнологій в сенсориці біооб'єктів і об'єктів навколишнього середовища;
- скануючої мікрохвильової мікроскопії напівпровідникових структур, високотемпературних надпровідників і діелектриків;
- фотоелектричних перетворювачив для сонячної енергетики, фізики квантово-розмірних структур;
- фемтосекундних лазерів, їх практичного застосування в нанотехнологіях та оптичному зв'язку;
- напівпровідникових та чип лазерів для нанотехнологій[3].

## Кафедри
Сьогодні у складі факультету 6 науково-дослідних лабораторій різного спрямування і чотири кафедри:
- Біомедичної інженерії[4],
- Мікроелектроніки, електронних приладів та пристроїв,
- Фотоніки та лазерної інженерії,
- Фізичного виховання та спорту.

### Кафедра біомедичної інженерії (БМІ)
На кафедрі проводиться підготовка фахівців рівня бакалавр та магістр, за спеціалізаціями біомедична інженерія та інформаційні технології в біомедицині.
Відбувається підготовка аспірантів і докторантів.
У процесі навчання та роботи студенти і співробітники користуються програмно-апаратними засобами біомедичного призначення.
Завідувачем кафедри біомедичної інженерії є Олег Григорович Аврунін — доктор технічних наук, професор, заступник голови спеціалізованої вченої ради, член ревізійної комісії Асоціації випускників ХНУРЕ.
У кафедри є декілька навчальних баз:
- Обласна клінічна лікарня,
- Інститут медичної радіології імені С. П. Григор'єва АМН України,
- Український науково-дослідний інститут протезування, протезобудування та відновлення працездатності,
- Інститут патології хребта та суглобів імені професора М. І. Ситенка АМН України,
- Завод рентгенівського обладнання «Квант».

З їх допомогою забезпечується навчання та дослідження принципів роботи сучасних медичних апаратів і систем світових компаній таких як Siemens, General Electric, Varian, Philips, AGFA.
База кафедри в Українському науково-дослідному інституті протезування, протезобудування та відновлення працездатності надає обладнання власного виробництва, яке застосовується для процесу реабілітації інвалідів.
Кафедра співпрацює з організаціями та науковими інститутами різних країн світу: Китаю, Польщі, Німеччини. Також підтримуються програмами ERASMUS+, DAAD, TEMPUS для студентів, аспірантів та викладачів. Лабораторії кафедри отримали обладнання з залученням міжнародних грантів, що розширило спектр наукових досліджень.
Головним напрямом роботи кафедри є фундаментальні та прикладні дослідження і розробка та удосконалення нових електронних засобів і програмного забезпечення, нанотехнології, фармакології, охорони здоров'я та екології.

### Кафедра мікроелектроніки, електронних приладів та пристроїв (МЕЕПП)
Кафедра проводить підготовку фахівців за галузями знань автоматизація та приладобудування та електроніка і телекомунікації.
Завідувачем кафедри мікроелектроніки, електронних приладів та пристроїв є Ігор Миколайович Бондаренко — доктор фізико-математичних наук, професор, член спеціалізованої вченої ради.
Під керівництвом викладачів та наукових співробітників кафедри студенти беруть участь у розробці:
- електронних сенсорів та перетворювачів інформацій;
- квантових комп'ютерів;
- радіоелектронних засобів діагностики матеріалів, середовищ і об'єктів;
- інформаційно-вимірювальних засобів та систем керування різними об'єктами[8].

Ключовими науковими напрямами кафедри є:
- НВЧ діагностика матеріалів, середовищ та об'єктів;
- скануюча мікрохвильова мікроскопія провідників, напівпровідників та діелектриків;
- мікроелектронні приймачі та перетворювачі зображень ІЧ та УФ діапазонів;
- фотоелектричні перетворювачі для сонячної енергетики; фізика квантово-розмірних структур.

Кафедра бере активну участь в університетській програмі Європейської корпорації в галузі електроніки STMicroelectronics, завдяки якому були одержані мікроконтролерні комплекти та програмне забезпечення.
Викладачі та співробітники кафедри активно співпрацюють з університетом Ганновера, Інститутом сонячної енергії (Німеччина), де аспіранти кафедри проходять навчання та стажування.
На кафедрі сформувалась своя наукова школа «Радіохвильова та інфрачервона діагностика матеріалів, середовищ і об'єктів» науковим керівником якої є д.ф.-м.н., проф. Гордієнко Ю. О. а також ведеться підготовка аспірантів за різними спеціальностями.

### Кафедра фізичних основ електронної техніки (ФОЕТ)
Кафедра один зі стуртурних підрозділів університету, який готує фахівців трьох ступенів вищої освіти:
- бакалавр  за спеціальністю оптотехніка;
- магістр за спеціалізаціями лазерна та оптоелектронна техніка й фотоніка та оптоелектроніка;
- доктор філософії за спеціальністю метрологія та метрологічне забезпечення.

Завідувачем кафедри фотоніки та лазерної інженерії є Юрій Павлович Мачехін — доктор технічних наук, професор, член вченої ради, член спеціалізованої вченої ради.
Підготовка фахівців з оптотехніки здійснюється за навчальним планом, що відповідає європейським стандартам.

### Кафедра фізичного виховання та спорту
Кафедра фізичного виховання та спорту — це структурний підрозділ університету, що забезпечує навчально-виховну, методичну та науково-дослідну роботу.
Завідувачем кафедри фізичного виховання та спорту є  професор Станіслав Федорович Танянський.
Головними напрямами діяльності кафедри є:
- навчальна робота з дисципліни «Фізичне виховання»;
- науково-дослідна робота в галузі фізичного виховання студентської молоді;
- підвищення кваліфікації науково-педагогічних працівників;
- фізкультурно-освітня, методична, видавнича робота та агітаційна робота з учнями шкіл м. Харкова.

Співробітниками кафедри постійно здійснюється навчальні та практичні заняття зі студентами. На кафедрі працюють 32 спортивні секції та проводяться спортивні змагання, фізкультурні свята тощо.

#### Спеціальна медична група
На кафедрі фізичного виховання функціонує підрозділ з назвою «Спеціальна медична група» (СМГ). Заняття проводять фахівці з медичною освітою.
Всі студенти поділяються на 3 ключові напрями: «А» — студенти з серцево-судинними захворюваннями; «Б» — особи з захворюваннями внутрішніх органів та зору; «В» — з опорно-руховими захворюваннями та невролагіями.
Заняття та підготовка студентів провадиться з урахуваннях їх особливостей і, крім програмного матеріалу, в навчання вводять елементи ігор, проводиться професійно-прикладна підготовка тощо. Ці заняття спрямовані, в першу чергу, на підвищення працездатності та зміцнення здоров'я студентів, а також корекцію та можливому усуненню функціональних відхилень у фізичному розвитку.

## Лабораторії
На базі кафедри функціюють 6 лабораторій. Проблемна науково-дослідна лабораторія медично-екологічних мікропроцесорних систем та науково-дослідна та навчальна лабораторія «Аналітичної оптохемотроніки» ім. проф. Рожицького М. М. працюють на базі кафедри біомедичної інженерії, Науково-дослідна лабораторія наноелектроніки та нанотехнологій при кафедрі мікроелектроніки, електронних приладів та пристроїв (МЕЕПП), та ще три інші лабораторії при кафедрах факультету.

### Проблемна науково-дослідна лабораторія медично-екологічних мікропроцесорних систем
Науковим керівником лабораторії є Семенець Валерій Васильович, д.т.н, професор, лауреат Державної премії України в галузі науки і техніки.
Основні напрямки роботи лабораторії:
- розробка мікрокопроцесорних засобів та систем на ПЛІС для застосування в медицині та екології.
- розробка навчальних стендів та лабораторних макетів для дослідження систем управління на базі сучасних мікроконтролерів, сигнальних процесорів та ПЛІС;
- розробка сучасного комп'ютерного вимірювального обладнання;
- розробка та впровадження в учбовий процес систем дистанційного навчання;
- розробка засобів для дослідження фізичних полів в біологічних об'єктах;
- розробка методів дослідження опорно-рухового апарату людини[12].

За останні 5 років співробітниками лабораторії було отримано гранти DAAD, проводиться робота за програмою Erasmus+. Відбуваються розробка за держбюджетною темою (термін виконання 01.01.2017-31.12.2019), отримано 5 патентів на винаходи та підготовлено і опубліковано 4 монографії та навчальний посібник:
1. Аврунин О. Г., Томашевский Р. С., Фарук Х. Методы и средства функциональной диагностики внешнего дыхания: монографія. — Харьков: ХНАДУ, 2015. — 208 с.
2. Сучасні інтелектуальні технології функціональної медичної діагностики: монографія / О. Г. Аврунін, Є. В. Бодянський., М. В. Калашник, В. В. Семенець, В. О. Філатов. — Харьков: ХНУРЕ, 2018. — 248 с.
3. Інтелектуальні технології моделювання хірургічних втручань: монографія / О. Г. Аврунін, С. Б. Безшапочний Є. В. Бодянський., В. В. Семенець, В. О. Філатов. Харьков: ХНУРЕ, 2018. — 210 с.
4. Інформаційні технології підтримки прийняття рішень при визначенні порушень носового дихання: монографія / О. Г. Аврунін, Є. В. Бодянський., В. В. Семенець, В. О. Філатов, Н. О. Шушляпіна. — Харьков: ХНУРЕ, 2018. — 125 с.
5. Мікропроцесори в інформаційно-вимірювальних системах/ Аврунін О. Г., О. В. Запорожець, Т. В. Носова, И. В. Руженцев, В. В. Семенець, В. В. Токарев. Микропроцессоры в информационно-измерительных системах. — Х.: ХНУРЕ, 2015. — 180 с.

Перспективним напрямом, за якими плануються подальші наукові дослідження, є розробка нової мікропроцесорної лабораторної бази для проєктування сучасної біомедичної апаратури.

### Науково-дослідна та навчальна лабораторія «Аналітичної оптохемотроніки» ім. проф. Рожицького М. М.
Науковим керівником лабораторії є Катерина Миколаївна Музика — старший науковий співробітник, доктор технічних наук, професор кафедри біомедичної інженерії.
Лабораторія здійснює дослідження за темами:
- нанобіофотоніка;
- біофотоніка;
- нанотехнології;
- сенсорика;
- електрохімічна аналітика;
- електрогенерована хемілюмінесценція[13].

Існуючими досягненнями за останні 5 років є отримання грантів DAAD, виконання замовлень від колег з Китаю, Польщі, Німеччини, виконання держбюджетних грантів, отримані патенти та авторські свідоцтва.
За результатами роботи були написані праці:
1. Muzyka K.M., Rozhitskii M.M. Chapter. 3 Microfluidic Electro-chemiluminescent detection devices with capillary electrophoresis (2011) Microfluidics: Theory and Applications. «Nova science publishing», NY, PP. 103–134.
2. Muzyka K.M., Piletsky S., Rozhitskii M. Chapter. 5 MIP-based Voltammetric Sensors. in Molecularly Imprinted Polymers: A Handbook for Academia and Industry, Alvarez-Lorenzo C.; iSmithers, UK, 2013, 197—228.
3. Sushko O.A., Rozhitskii M.M. Chapter. 12 Nanophotonic Sensor for Polycyclic Aromatic Hydrocarbon Detection: Nanobiophysics. Fundamental and Applications (edited by V.A. Karachevtsev). Pan Stanford Publishing, USA. PP. 381–410 ISBN 978-981-4613-96-5

Перспективними напрямами подальших наукових досліджень є нанобіофотоніка, біофотоніка, нанотехнології, сенсорика, електрохімічна аналітика, включаючи електрогенеровану хемілюмінесценцію.

### Науково-дослідна лабораторія наноелектроніки та нанотехнологій
Науковим керівном лабораторії є Гордієнко Юрій Омелянович, доктор фізико-математичних наук, професор, заслужений діяч науки і техніки України, лауреат Державної премії України в галузі науки і техніки.
Співробітники лабораторії працюють над дослідженням таких напрямів: 
- НВЧ діагностика матеріалів, середовищ та об′єктів;
- скануюча мікрохвильова мікроскопія провідників, напівпровідників та діелектриків;
- приймачі та перетворювачі зображень ІЧ та УФ діапазонів, фотоелектричних перетворювачів для сонячної енергетики;
- квантово-розмірні структури[14].

За період з 2013 року було виконано держбюджетні роботи з теми "Розробка нових технологічних прийомів формування і контролю мікро- і наноструктур на основі використання високолокальних електромагнітних полів, що створюються методами скануючої мікрохвильової мікроскопії" і "Теоретичні та експериментальні основи розвитку зондової НВЧ діагностики та модифікації матеріалів", продовжується робота над темою "Розробка методів і засобів мікрохвильової діагностики вмісту і розподілу вільної і зв’язаної води в біологічних тканинах та інших середовищах".
Також в процесі дослідження було отримано 2 патенти України, опубліковано понад 40 наукових праць, у тому числі й у журналах, які вміщені до наукометрічної бази Scopus.

## Декани факультету
Упродовж існування факультет очолювали:
- 1964—1966 — Б. М. Булгаков
- 1966–1969 — Є. С. Хорошайло
- 1969–1971 і 1972–1975 — В. О. Коновалов
- 1971–1972 — С. С. Денисов
- 1975–1980 — А. І. Бих
- 1980–1983 — М. М. Биков
- 1983–1995 — В. П. Солоха
- 1995–2006 — Ю. М. Олександров
- з 2006 — А. В. Васянович

## Міжнародна співпраця
Факультет співпрацює з навчальними та науковими закладами різних країн, серед них: Стенфордський університет (США), університет Ганновера, Інститут сонячної енергії (Німеччина), Ціндаоський університет, Чанчуньський університет прикладної хімії (Китай), університетами Іспанії та Італії.